# FIFA 월드컵 공식 마스코트
FIFA 월드컵 공식 마스코트는 FIFA 월드컵 대회에서 공식적으로 선정되는 마스코트이다.
최초의 FIFA 월드컵 마스코트는 1966년 FIFA 월드컵에서 선정된 사자 '윌리' (Willie)였으며, 대형 스포츠 대회를 대표하는 최초의 캐릭터 마스코트이기도 했다. 윌리 이래로 지금까지 역대 대회마다 공식 마스코트가 지정되어 왔으며, 각 대회 개최국의 특색을 살린 대상 (인물, 동식물 등)을 마스코트로 삼고 있다.
다음은 역대 FIFA 월드컵 대회의 마스코트 목록이다. (사진은 각 문서 링크 참조)
| 대회                   | 이름                                  | 설명 |
| ---------------------- | ------------------------------------- | --- |
| 1966 잉글랜드 월드컵   | 월드컵 윌리 World Cup Willie          | 영국을 상징하는 대표적인 동물인 사자 마스코트로, 유니언 잭에 'WORLD CUP'이란 글씨가 그려진 저지를 입고 있다. 디자인은 동화 삽화가 레그 호브가 맡았다. 당시 대회 못지않게 영국에서 많은 인기를 끌었는데, 윌리를 주인공으로 한 만화도 연재되었으며, 유명가수 루니 도네건은 월드컵 주제곡인 <World Cup Willie> 라는 노래를 발표한 바 있다. 이 곡은 아들 루니 도네건 주니어가 2014년에 다시 리메이크해 발표하기도 했다.                                                                                    |
| 1970 멕시코 월드컵     | 후아니토 Juanito                      | 멕시코 전통모자인 솜브레로 ('MEXICO 70')를 쓰고 멕시코 축구 국가대표팀 유니폼을 입고 있는 소년. 후아니토라는 이름은 스페인어권에서 흔히 쓰이는 이름인 '후안'의 애칭이다. |
| 1974 서독 월드컵       | 팁과 탑 Tip, Tap                      | 서독 축구 국가대표팀 유니폼을 입은 두 소년. 유니폼에 'WM' ('Weltmeistershaft' →'월드컵'의 약자)과 숫자 74가 새겨져 있다. |
| 1978 아르헨티나 월드컵 | 가우치토 Gauchito                     | 아르헨티나 축구 국가대표팀 유니폼을 입은 소년. 카우보이 모자 ('ARGENTINA '78')에 목에는 네커치프를 두르고 채찍을 들고 있는데, 남미의 목동인 가우초의 의복을 따온 것이다. |
| 1982 스페인 월드컵     | 나랑히토 Naranjito                    | 스페인의 대표적인 과일인 오렌지에 스페인 축구 국가대표팀 유니폼을 두르고 있다. 이름은 스페인어로 오렌지를 뜻하는 '나랑하' (Naranja)에 애칭 접두사인 '-ito'를 붙인 것이다. |
| 1986 멕시코 월드컵     | 피케 Pique                            | 멕시코 요리에 많이 쓰이는 할라페뇨고추를 의인화한 마스코트. 콧수염에 솜브레로를 쓰고 있다. 이름은 스페인어로 '매운 양념을 쓴'이란 뜻의 '피칸테' (picante)에서 따왔다. |
| 1990 이탈리아 월드컵   | 차오 Ciao                             | 머리는 축구공에, 몸은 이탈리아 국기로 되어 있는 막대인간 축구선수. 이름은 이탈리어의 인삿말인 '차오'에서 따왔다. |
| 1994 미국 월드컵       | 스트라이커 Striker, the World Cup Pup | 미국에서 흔히 기르는 반려동물인 강아지. 성조기의 파랑, 빨강, 흰색을 따온 축구 유니폼에 'USA 94'란 글씨가 새겨져 있는 걸 입고 있다. |
| 1998 프랑스 월드컵     | 푸틱스 Footix                         | 프랑스를 상징하는 국조인 수탉. 가슴에 'FRANCE 98'이 새겨져 있다. 몸 색깔이 개최국 프랑스 축구 국가대표팀의 푸른색으로 되어 있으며, 이름은 축구를 뜻하는 'football'에 예로부터 프랑스에서 이름 지을 때 많이 쓰이던 접두사인 '-ix'를 붙인 '푸틱스'가 되었다. 마스코트 이름 후보군 중에는 '라피' (Raffy), '우피' (Houpi), '갈리크' (Gallik)가 있었다. |
| 2002 한일 월드컵       | 아토, 캐즈, 니크 Ato, Kaz, Nik        | 가상의 축구 스포츠인 '아트모볼'을 즐기는 미래의 외계인 세 명으로, 코치를 상징하는 '아토' (주황색), 선수를 상징하는 '캐즈' (보라색)와 '니크' (파란색)이 모여 '스페릭스' (Spheriks)란 이름으로 불렸다. 사상 처음으로 실존 생명체가 아닌 가상의 대상을 마스코트로 삼았고, 마스코트가 여럿이 선정된 것도 이번 대회가 처음이었다. 또한 3D 컴퓨터 그래픽을 활용해 제작된 최초의 마스코트이기도 했다. 세 마스코트의 이름은 인터넷 인기투표와 대회 스폰서인 맥도날드의 개최국 매장 현장투표를 통해 선발되었다. |
| 2006 독일 월드컵       | 골레오와 필레 Goleo, Pille            | 독일 축구 국가대표팀 유니폼 (번호 06)을 입고 있는 사자, '골레오'와 말하는 축구공 '필레'가 공식 마스코트였다. 골레오는 '골'과 '레오' (라틴어로 '사자')의 합성어이며, 필레는 독일에서 축구를 일컫는 다른 말이다. |
| 2010 남아공 월드컵     | 자쿠미 Zakumi                         | 개최국 남아프리카 공화국에서 서식하는 동물인 표범으로, 초록색 머리에 'South Africa 2010'이란 글씨가 새겨진 셔츠를 입고 있다. 자쿠미의 초록색과 금색은 남아공 축구 국가대표팀의 상징색이기도 하다. 이름은 'ZA' (남아공의 국가 코드)와 'kumi' (아프리카에서 '10'을 뜻하는 말)을 합친 이름이다. |
| 2014 브라질 월드컵     | 풀레코 Fuleco                         | 브라질에서만 서식하는 취약종인 브라질세띠아르마딜로를 모티브로 한 마스코트로, 'Brasil 2014'라 새겨진 흰색 티셔츠를 입고 있다. 브라질의 생물다양성을 상징하는 동물로서 아르마딜로가 선정되었으며, 이름인 풀레코 역시 포르투갈어 'Futebol' (축구)와 'Ecologia' (생태)를 합쳐 만들었다. |
| 2018 러시아 월드컵     | 자비바카 Zabivaka                     | 붉은 반바지와 'Russia 2018'이란 글씨가 새겨진 청백색 티셔츠를 입은 늑대. 이름 '자비바카'는 러시아어로 '골잡이'란 뜻이다. 의상 색깔은 러시아 축구 국가대표팀의 색깔에서 따왔다. 인터넷 인기투표를 통해 결정되었다. |
| 2022 카타르 월드컵     | 라이브 La'eeb                         | |
| 2026년 북미 월드컵     | 미정                                  | 2025년~2026년 공개 예정 |

## 같이 보기
- 올림픽 마스코트